# Chrysocraspeda neurina
Chrysocraspeda neurina là một loài bướm đêm trong họ Geometridae.